# Équipe du Japon féminine de volley-ball
L'équipe du Japon féminine de volley-ball est composée des meilleures joueuses japonaises sélectionnées par la fédération japonaise de volley-ball (Japon Volleyball Association, JVA). Elle est classée au 6e rang de la fédération internationale de volley-ball au 16 octobre 2022.
Leur plus grand succès est la victoire aux Jeux olympiques 1964 de Tokyo, battant l'Union soviétique pour la conquête de la médaille d'or.

## Palmarès et parcours

### Palmarès
- Jeux olympiques (2)
  - Vainqueur : 1964, 1976
  - Finaliste : 1968, 1972
  - Troisième : 1984, 2012
- Championnat du monde (3)
  - Vainqueur : 1962, 1967, 1974
  - Finaliste : 1960, 1970, 1978
  - Troisième: : 2010
- Grand Prix
  - Finaliste : 2014
- World Grand Champions Cup
  - Troisième : 2001, 2013
- Championnat d'Asie et d'Océanie (5)
  - Vainqueur : 1975, 1983, 2007, 2017, 2019
  - Finaliste : 1979, 1987, 1991, 1993, 2003, 2011, 2013
- Coupe du monde (1)
  - Vainqueur : 1977
  - Finaliste : 1973, 1981
- Coupe d'Asie
  - Finaliste : 2018
- Jeux asiatiques (5)
  - Vainqueur : 1962, 1966, 1970, 1974, 1978
  - Finaliste : 1982, 1986, 2006
  - Troisième : 1990, 1994, 1998, 2002

Autres tournois :
- Tournoi de France (1) :
  - Vainqueur : 2022

### Parcours

#### Jeux olympiques
| - Tokyo 1964 : Vainqueur - Mexico 1968 : Finaliste - Munich 1972 : Finaliste - Montréal 1976 : Vainqueur - Moscou 1980 : non participante - Los Angeles 1984 : 3e - Séoul 1988 : 4e - Barcelone 1992 : 5e - Atlanta 1996 : 9e - Sydney 2000 : non qualifiée | - Athènes 2004 : 5e - Pékin 2008 : 5e - Londres 2012 : 3e - Rio de Janeiro 2016 : 5e - Tokyo 2020 : 10e |

#### Championnat du monde
| - 1952 : non participante - 1956 : non participante - 1960 : Finaliste - 1962 : Vainqueur - 1967 : Vainqueur - 1970 : Finaliste - 1974 : Vainqueur - 1978 : Finaliste - 1982 : 4e - 1986 : 7e | - 1990 : 8e - 1994 : 7e - 1998 : 8e - 2002 : 13e - 2006 : 6e - 2010 : 3e - 2014 : 7e - 2018 : 6e - 2022 : 5e |

#### Grand Prix
| - 1993 : 6e - 1994 : 4e - 1995 : 7e - 1996 : 8e - 1997 : 4e - 1998 : 7e - 1999 : 7e - 2000 : 8e - 2001 : 6e - 2002 : 5e | - 2003 : 9e - 2004 : 9e - 2005 : 5e - 2006 : 6e - 2007 : 9e - 2008 : 6e - 2009 : 6e - 2010 : 5e - 2011 : 5e - 2012 : 9e | - 2013 : 4e - 2014 : Finaliste - 2015 : 6e - 2016 : 9e - 2017 : 7e |

### Ligue des nations
| - 2018 : 10e - 2019 : 9e - 2021 : 4e - 2022 : 7e |

#### Coupe du monde
| - 1973 : Finaliste - 1977 : Vainqueur - 1981 : Finaliste - 1985 : 4e - 1989 : 4e - 1991 : 7e - 1995 : 6e - 1999 : 6e - 2003 : 5e - 2007 : 7e | - 2011 : 4e - 2015 : 5e - 2019 : 5e |

#### World Grand Champions Cup
| - 1993 : 5e - 1997 : 5e - 2001 : 3e - 2005 : 5e - 2009 : 4e - 2013 : 3e - 2017 : 5e |

#### Championnat d'Asie et d'Océanie
| - 1975 : Vainqueur - 1979 : Finaliste - 1983 : Vainqueur - 1987 : Finaliste - 1989 : 3e - 1991 : Finaliste - 1993 : Finaliste - 1995 : 3e - 1997 : 3e - 1999 : 3e | - 2001 : 4e - 2003 : Finaliste - 2005 : 3e - 2007 : Vainqueur - 2009 : 3e - 2009 : 3e - 2011 : Finaliste - 2013 : Finaliste - 2015 : 6e - 2017 : Vainqueur | - 2019 : Vainqueur |

#### Coupe d'Asie
| - 2008 : 4e - 2010 : 4e - 2012 : 5e - 2014 : 4e - 2016 : 4e - 2018 : Finaliste |

#### Jeux asiatiques
| - 1962 : Vainqueur - 1966 : Vainqueur - 1970 : Vainqueur - 1974 : Vainqueur - 1978 : Vainqueur - 1982 : Finaliste - 1986 : Finaliste - 1990 : 3e - 1994 : 3e - 1998 : 3e | - 2002 : 3e - 2006 : Finaliste - 2010 : 6e - 2014 : 4e - 2018 : 4e |

## Sélection actuelle
Effectif des 14 joueuses retenues pour le Championnat du monde 2022.
| No | Nom | Date de naissance | Taille | Poids | Poste                          | Club                           |
| --- | --- | --- | ------ | ----- | ------------------------------ | ------------------------------ |
| 2 | Mami Uchiseto | 25 octobre 1991 (30 ans) | 170    | 70    | Réceptionneuse-attaquante      | Ageo Medics                    |
| 3 | Sarina Koga | 21 mai 1996 (26 ans) | 180    | 68    | Réceptionneuse-attaquante      | NEC Red Rockets                |
| 4 | Mayu Ishikawa (en) | 14 mai 2000 (22 ans) | 173    | 65    | Réceptionneuse-attaquante      | Toray Arrows                   |
| 5 | Haruyo Shimamura | 4 mars 1992 (30 ans) | 182    | 79    | Centrale                       | NEC Red Rockets                |
| 10 | Arisa Inoue (ja) | 8 mai 1995 (27 ans) | 180    | 67    | Réceptionneuse-attaquante      | Saint-Raphaël Var VB           |
| 12 | Aki Momii (ja) | 7 octobre 2000 (21 ans) | 176    | 65    | Passeuse                       | JT Marvelous                   |
| 15 | Kotona Hayashi (ja) | 13 novembre 1999 (22 ans) | 173    | 60    | Réceptionneuse-attaquante      | JT Marvelous                   |
| 19 | Nichika Yamada (ja) | 24 février 2000 (22 ans) | 184    | 73    | Centrale                       | NEC Red Rockets                |
| 22 | Satomi Fukudome | 23 novembre 1997 (24 ans) | 162    | 60    | Libero                         | Denso Airybees                 |
| 23 | Mami Yokota | 10 décembre 1997 (24 ans) | 178    | 62    | Centrale                       | Denso Airybees                 |
| 26 | Airi Miyabe | 29 juillet 1998 (24 ans) | 181    | 63    | Réceptionneuse-attaquante      | Victorina Himeji (ja)          |
| 30 | Nanami Seki (ja) | 12 juin 1999 (23 ans) | 171    | 60    | Passeuse                       | Toray Arrows                   |
| 37 | Ameze Miyabe (ja) | 12 octobre 2001 (20 ans) | 174    | 58    | Réceptionneuse-attaquante      | Université Tōkai               |
| 38 | Yoshino Sato (ja) | 12 novembre 2001 (20 ans) | 177    | 62    | Réceptionneuse-attaquante      | Université de Tsukuba          |
| | | |        |       |                                |                                |
| Encadrement technique | Encadrement technique | |        |       | Légende                        | Légende                        |
| Entraîneur : Masayoshi Manabe (ja) | Entraîneur : Masayoshi Manabe (ja) | Entraîneur : Masayoshi Manabe (ja) |        |       | : Capitaine                    | : Capitaine                    |
| Entraîneur(s) adjoint(s) : Akira Koshiya (ja), Gen Kawakita, Koichiro Imamaru, Momota Shimada (ja), Takayuki Minowa, Takayuki Kaneko (ja), Tsubasa Hisahara (ja) | Entraîneur(s) adjoint(s) : Akira Koshiya (ja), Gen Kawakita, Koichiro Imamaru, Momota Shimada (ja), Takayuki Minowa, Takayuki Kaneko (ja), Tsubasa Hisahara (ja) | Entraîneur(s) adjoint(s) : Akira Koshiya (ja), Gen Kawakita, Koichiro Imamaru, Momota Shimada (ja), Takayuki Minowa, Takayuki Kaneko (ja), Tsubasa Hisahara (ja) |        |       | : Joueuse blessée actuellement | : Joueuse blessée actuellement |
| Manager général : Satomi Miyazaki | | |        |       |                                |                                |

## Joueuses majeures
- Yoshie Takeshita
- Setsuko Yoshida